# Св. св. Петър и Павел (Илиджиево)
Вижте пояснителната страница за други значения на Свети апостоли Петър и Павел.
„Св. св. Петър и Павел“ (на гръцки: Ιερός ναός Αγίων Πέτρου και Παύλου) е православна църква в солунското градче Илиджиево (Халкидонас), Гърция, част от Воденската, Пелска и Мъгленска епархия.
Църквата е гробищен храм. Построена е в XIX век. Представлява трикорабна базилика с камбанария. Във вътрешността има стенописи по арките, разделящи трите кораба. Край него е разкрито и богомилско гробище от X век с големи каменни кръстове, високи до 2 m с издълбани символи и надписи.
През 1988 година църквата и гробището са обявени за защитен паметник на културата.
През 2011 година партията Виножито съобщава, че камък от стената на църквата е откраднат от вандали, тъй като има славянски надпис.
- Църквата от запад
- Надгробни камъни
- Надгробен камък